# Polycentropus excisus
Polycentropus excisus là một loài Trichoptera trong họ Polycentropodidae. Chúng phân bố ở miền Cổ bắc.